# کارلوس آلبرتو اچوری
کارلوس آلبرتو اچوری (انگلیسی: Carlos Alberto Etcheverry; ۲۹ ژوئن ۱۹۳۳ – ۲۸ اوت ۲۰۱۴) بازیکن فوتبال اهل آرژانتین بود.
از باشگاه‌هایی که در آن بازی کرده‌است می‌توان به باشگاه لئون، باشگاه فوتبال اونیورسیداد ناسیونال، و باشگاه فوتبال بوکا جونیورز اشاره کرد.